# Hàm sản xuất
Hàm sản xuất là một hàm số biểu thị sự phụ thuộc của sản lượng vào các yếu tố đầu vào. Nói cách khác, trong hàm sản xuất, biến số phụ thuộc (hay biến số được thuyết minh) là sản lượng, còn biến số độc lập (hay biến số thuyết minh) là các mức đầu vào.
Trong kinh tế học vi mô, hàm sản xuất biểu thị lượng sản phẩm được nhà sản xuất sản xuất ra từ những yếu tố sản xuất mà anh ta có như vốn, lao động, v.v... Trong kinh tế học vĩ mô, hàm sản xuất biểu thị giá trị tổng sản phẩm nội địa phụ thuộc vào số lượng lao động, lượng vốn, công nghệ của một nền kinh tế.
Trong các giáo trình kinh tế học cơ sở, hàm sản xuất thường được để ở dạng Cobb-Douglas như sau:
Y = ALαKβ,
trong đó:
- Y = sản lượng
- L = số lượng lao động input
- K = lượng vốn
- A = năng suất toàn bộ nhân tố
- α và β là các hệ số co giãn theo sản lượng lần lượt của lao động và vốn; chúng cố định và do công nghệ quyết định.

Nếu:
α + β = 1,
thì hàm sản xuất có lợi tức không đổi theo quy mô, nghĩa là dù lao động và vốn có tăng thêm 20% mỗi thứ, thì sản lượng cũng chỉ tăng thêm đúng 20%.
Nếu:
α + β < 1,
thì hàm sản xuất có lợi tức giảm dần theo quy mô.
Còn nếu:
α + β > 1
thì hàm sản xuất có lợi tức tăng dần theo quy mô.
Trong trường hợp thị trường (hay nền kinh tế) ở trạng thái cạnh tranh hoàn hảo, α và β có thể xem là tỷ lệ đóng góp của lao động và vốn vào sản lượng.
Ngoài dạng Cobb-Douglas, hàm sản xuất còn có thể có dạng hệ số cố định và dạng hệ số co giãn thay thế cố định.